# Gounellea
Gounellea is een kevergeslacht uit de familie van de boktorren (Cerambycidae). De wetenschappelijke naam van het geslacht werd voor het eerst geldig gepubliceerd in 1964 door Lane.

## Soorten
Gounellea omvat de volgende soorten:
- Gounellea bruchi (Gounelle, 1906)
- Gounellea capucina (White, 1846)
- Gounellea dulcissima (White, 1855)
- Gounellea histrio (Gounelle, 1906)